# Undergången, Jönköping

Östra Storgatan och Norra Strandgatan sedda västerut från Undergången på 1930-talet, efter det att Norra Strandgatan dragits fram till Undergången

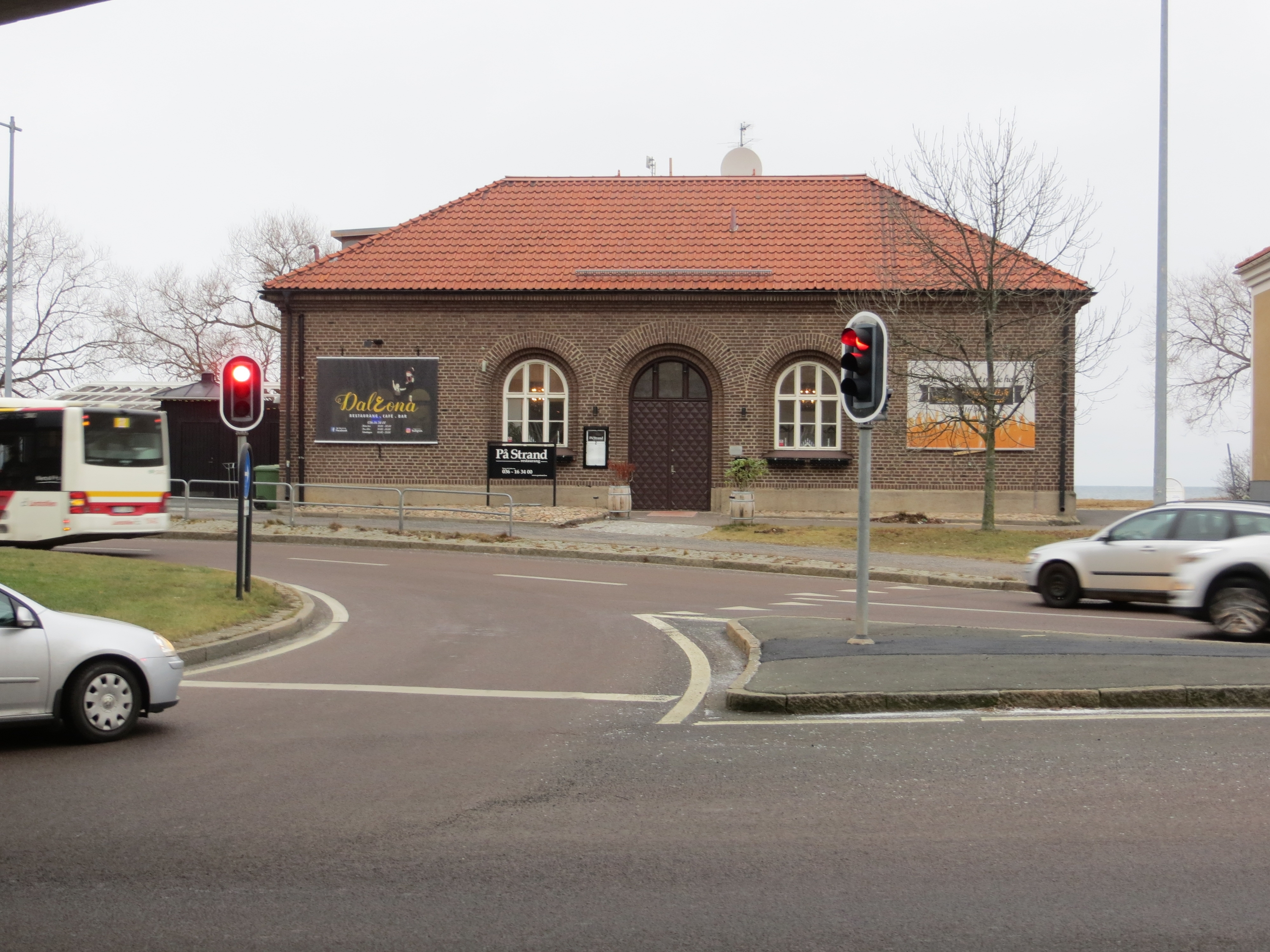
Östra pumpstationen, ritad av August Atterström, uppförd 1926

Undergången är en trafikplats i Jönköping.
Undergången tillkom omkring 1862 i samband med anläggandet av dåvarande Södra stambanan mellan Nässjö och Falköping. Järnvägen anlades utmed södra Vätterstranden och lades på en järnvägsbank över dåvarande landsvägen till Huskvarna och Stockholm i förlängningen av Östra Storgatan. 
Jönköpings spårvägar fick sin första östra ändhållplats vid Vintergatan vid Undergången 1907. Efter det att en ny bro byggs med ökning av den fria höjden, kunde spårvägens röda linje förlängas österut, i en första etapp till Kilallën samt mot sydost på Artillerigatan till regementet A6 (ändhållplats Kasernerna). 
Omedelbart öster om Undergången uppfördes 1872 Östra folkskolan. Mellan Undergången och Östra folkskolan förlades den östra av stadens två pumpstationer för kloakvatten. En pumpstationsbyggnad ritades av August Atterström och uppfördes 1926, senare – efter tillkomsten av Simsholmens avloppsreningsverk – utbyggd och ombyggd till restaurang.
Under 1930-talet förlängdes Norra Strandgatan österut från Båtsmansbacken och anslöts till Östra Storgatan omedelbart väster om Undergången.
År 1994 byggdes Undergången om, varvid trafikplatsen utvidgades.

## Bildgalleri

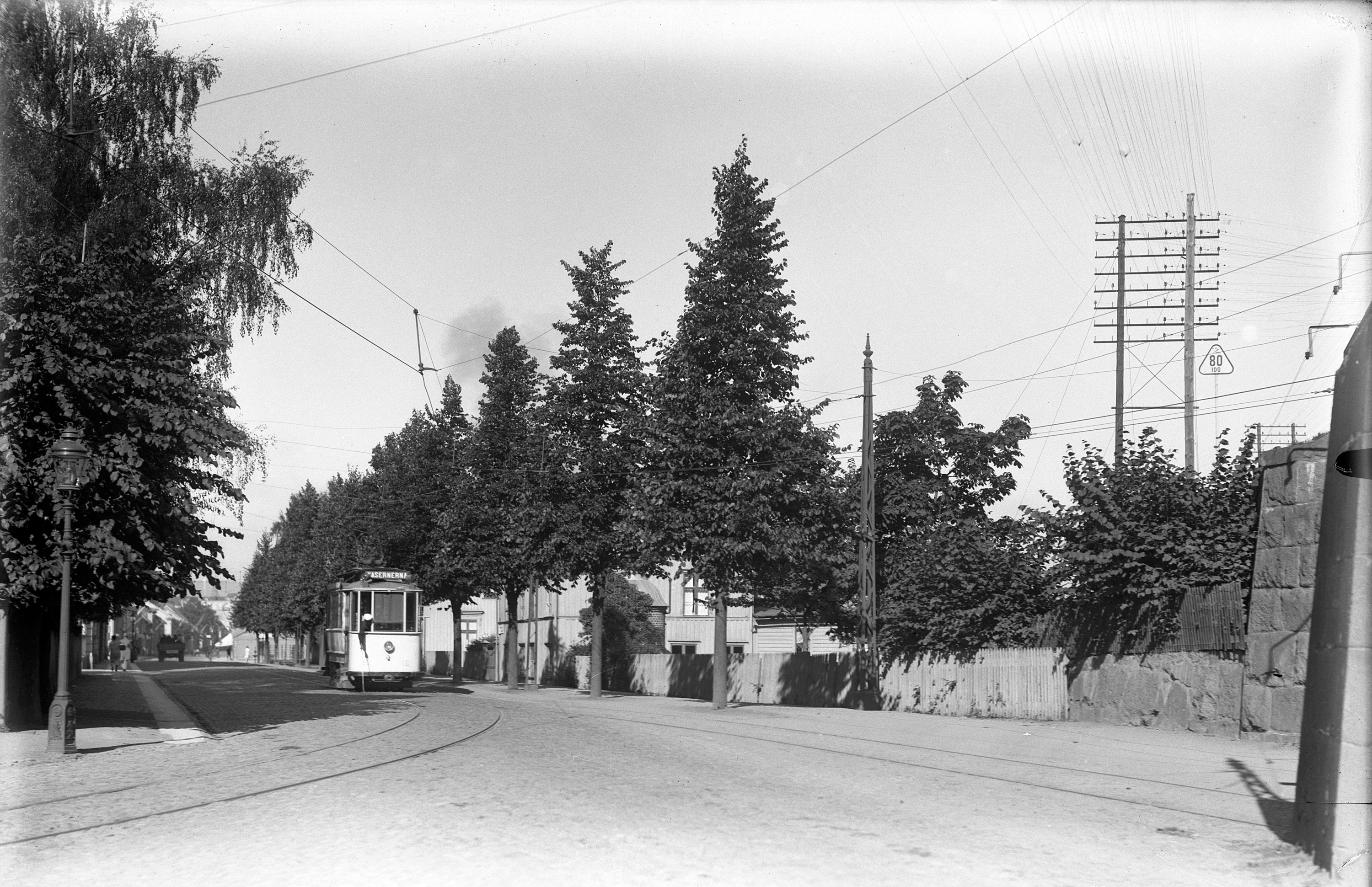
Korsningen Östra Storgatan/Artillerigatan vid Undergången, 1920